# Daphné Dumery
Daphné Dumery (Blankenberge, 4 januari 1974) is een Belgische politica voor N-VA.

## Levensloop
Ze is de dochter van Jean-Marie Dumery, een voormalig Blankenbergs Volksunie gemeenteraadslid en Myriam Moens, die ook actief was in de Volksunie. Ze studeerde criminologe wetenschappen en rechten aan de Universiteit Gent en werd beroepshalve advocate.
In 2010 werd Dumery voor de N-VA lid van de Kamer van volksvertegenwoordigers. In het parlement werd ze effectief lid van het adviescomité voor Europese aangelegenheden en de commissies buitenlandse betrekkingen en grondwetsherziening. Als plaatsvervanger werd ze lid van de commissies justitie, binnenlandse zaken, federale kieskring en de parlementaire overlegcommissie. Ze werd eveneens ondervoorzitter van de Bijzondere commissie betreffende de behandeling van seksueel misbruik en feiten van pedofilie binnen een gezagsrelatie, inzonderheid binnen de kerk en ondervoorzitter van de Belgische delegatie bij de Parlementaire Vergadering van de Raad van Europa. Van 2011 tot 2015 was ze eveneens algemeen penningmeester van de N-VA.
In de Kamer was ze vooral actief rond thema's als arbeidsmigratie, de Europese Unie, de hervorming van de justitie en de visumwetgeving. Ze was eveneens co-auteur van diverse wetsvoorstellen gerelateerd aan de hervorming van justitie, asiel en migratie. Bij de federale verkiezingen van 25 mei 2014 stond Daphné Dumery op de tweede plaats in de kieskring West-Vlaanderen en werd ze opnieuw verkozen. Bij de verkiezingen van mei 2019 was ze nogmaals kandidaat op de Kamerlijst, maar werd ze niet verkozen.
Ook werd Dumery in 2012 verkozen tot gemeenteraadslid van Blankenberge. Van 2013 tot 2014 was ze in de gemeenteraad N-VA-fractieleider en daarna was ze van 2014 tot 2018 eerste schepen van de gemeente, onder meer bevoegd voor lokale economie en middenstand. Begin 2019 werd ze burgemeester van Blankenberge. Dumery bleef dit tot in augustus 2021, toen er een constructieve motie van wantrouwen werd aangenomen tegen het gemeentebestuur van Blankenberge en er een nieuw college van burgemeester en schepenen werd aangesteld, waarbij N-VA in de oppositie belandde.
Sinds december 2024 zetelt Dumery tevens in de provincieraad van West-Vlaanderen. Van 2011 tot 2022 was ze eveneens lid van de raad van bestuur van de Maatschappij van de Brugse Zeehaven. 
Dumery is gehuwd en moeder van een dochter.